# 마쓰오촌 (이와테현)
마쓰오촌(松尾村)은 이와테현 이와테군에 있었던 촌이다. 2005년 9월 1일에 이와테군의 니시네초, 야스시로정과 합병하여 하치만타이시가 되어 폐지되었다.

## 연혁
- 1889년 4월 1일 - 정촌제의 시행에 의해, (구) 마쓰오촌·노다촌·요리키촌과 합병해, 기타이와테군 마쓰오촌이 성립하였다.
- 1896년 3월 29일 : 기타이와테군과 미나미이와테군이 합병해, 이와테군이 되었다.
- 2005년 9월 1일 - 니시네정·야스시로정·마쓰오촌과 합병해 하치만타이시가 되었다.

## 역대촌장
하카마다 카이오
1889년 6월 18일 - 1898년 12월 30일
초대 촌장. 모리오카의 카가노 출신으로 이전에는 가네다 가즈무라 호장 등을 지냈다.
발족 당시의 마쓰오 촌에는 촌장 적임자가 없었기 때문에 외부에서 유급으로 초빙되었다.
일신상의 사정으로 사직했다. 1914년에 사망.
손녀로 여배우 소노이 게이코가 있다.
나카무라마사루
1899년 3월 14일 - 1899년 12월 28일
정내에도 행정요직을 맡을 만한 인물을 많이 볼 수 있게 되면서 촌장의 유급제는 폐지되고 명예직이 되었다.
하타케야마 분지
1900년 2월 29일 - 1906년 11월 26일
후지타신타로
1906년 11월 27일 - 1915년 7월 3일
하나사카 타카시
1915년 7월 16일 - 1918년 3월 15일
타카하시 나오키
1918년 4월 30일 - 1923년 4월 26일
오토베히 코조우
1923년 7월 5일 - 1927년 7월 4일
하타케야마 카리오
1927년 7월 5일 - 1932년 2월 25일
1932년부터 촌장은 다시 유급제가 되었다.
나카무라시로
1933년 5월 18일 - 1937년 5월 18일
최초의 공선제에 의한 촌장. 지금까지의 촌장은 의회에 의한 추천을 하였다..
나카무라 마사루의 장남이자 부자 2대에 걸쳐 촌장직에 올랐던 것이 화제가 되었다.
덧붙여 나카무라 부자는 이와테현 의회 의원도 2대로 취임하고 있다.
하타케야마 카리오
1937년 5월 23일 - 1946년 11월 30일
나카무라시로
1947년 4월 5일 - 1949년 9월 27일
후지네준에이
1949년 11월 5일 - 1955년 4월 2일
촌장을 사임한 후, 이와테현 의회 의원에 당선되어 의장까지 맡았다.
누마타소오이치
1955년 4월 30일 - 1979년 4월 29일
이시바네시게시
1979년 4월 30일 -
사사키마사시로
1995년 4월 30일 -
마지막 촌장

## 교통

### 철도
- 동일본 여객철도 하나와 선

### 도로
- 국도 282호선